# Олден (Нью-Йорк)
Олден (англ. Alden) — місто (англ. town) в США, в окрузі Ері штату Нью-Йорк. Населення — 10 865 осіб (2010).

## Демографія
Згідно з переписом 2010 року, у місті мешкало 10 865 осіб у 3347 домогосподарствах у складі 2436 родин. Було 3507 помешкань
Расовий склад населення:
| - 86,8 % — білих - 10,7 % — чорних або афроамериканців - 0,4 % — азіатів - 0,3 % — корінних американців - 1,2 % — осіб інших рас |

До двох чи більше рас належало 0,6 %. Частка іспаномовних становила 2,6 % від усіх жителів.
За віковим діапазоном населення розподілялося таким чином: 17,2 % — особи молодші 18 років, 67,0 % — особи у віці 18—64 років, 15,8 % — особи у віці 65 років та старші. Медіана віку мешканця становила 43,2 року. На 100 осіб жіночої статі у місті припадало 135,8 чоловіків; на 100 жінок у віці від 18 років та старших — 140,4 чоловіків також старших 18 років.
Середній дохід на одне домашнє господарство становив 76 856 доларів США (медіана — 70 689), а середній дохід на одну сім'ю — 88 876 доларів (медіана — 83 250). Медіана доходів становила 53 243 долари для чоловіків та 42 410 доларів для жінок. За межею бідності перебувало 5,3 % осіб, у тому числі 6,7 % дітей у віці до 18 років та 3,4 % осіб у віці 65 років та старших.
Цивільне працевлаштоване населення становило 4246 осіб. Основні галузі зайнятості: освіта, охорона здоров'я та соціальна допомога — 24,6 %, виробництво — 15,2 %, роздрібна торгівля — 13,2 %.